# Graptoppia africana
Graptoppia africana är en kvalsterart som beskrevs av Sandór Mahunka 1987. Graptoppia africana ingår i släktet Graptoppia och familjen Oppiidae. Inga underarter finns listade i Catalogue of Life.